# Ахмет Зогу
Ахмет Зогу (алб. Ahmet Zogu, до 1922 алб. Ahmed Muhtar bej Zogolli; 8 жовтня 1895 — 9 квітня 1961) — прем'єр міністр (1922—1924), президент (1925—1928), король Албанії (1928—1939).

## Життєпис
Ахмед-бей Мухтар Зоголлі народився 8 жовтня 1895 року в фортеці Бургаєт, поблизу Бурреллі. Ахмед Зогу був онуком сільського байрактара Джелял-паші Зоголли і племінником Ессад-паші Топтані і третім сином Кемаль-паші Зоголли, намісника області Маті. Зоголли було впливовим феодальним сімейством. Мати Ахмеда — Садія Топтані — була нащадком сестри великого Скандербега.
Освіту Ахмед Зоголла отримав в стамбульському коледжі Галатасарай. А згодом поміняв прізвище Зоголли (Zogolli) на Зогу (що по-албанською означає: «птах»).
У 1911 році успадкував після смерті батька посаду губернатора Маті. На цій посаді підписав в 1912 році декларацію про незалежність Албанії. Брав участь у Першій світовій війні як доброволець на боці Австро-Угорщини. Після повернення в 1919 році на батьківщину, зайнявся політикою. Був губернатором Шкодера (1920—1921), міністром внутрішніх справ (1920, 1921—1924) і військовим міністром (1921—1922).
Під час Червневої революції 1924 року втік з Албанії до Королівства сербів, хорватів і словенців. За його підтримки і за допомогою загону російських емігрантів (під командуванням полковника К. К. Улагая), Зогу зробив в Албанії в грудні 1924 року державний переворот — і з цього часу став одноосібним правителем країни: з січня 1925 року як президент республіки. 25 серпня 1928 року Ахмед Зогу проголосив себе монархом Албанії, а 1 вересня 1928 року знову обрані Установчі збори затвердили Зогу королем албанців під подвійним гучним ім'ям Зогу I Скандербег III.
Дотримуючись авторитарних позицій, Зогу, як і повалений ним Фан Нулі, хотів здійснити модернізацію Албанії. Він домігся успіхів у боротьбі з бандитизмом і у викоріненні традицій кровної помсти, сприяв об'єднанню роз'єднаних фісів (кланів, племен) шляхом будівництва доріг, лікарень і шкіл, направляв студентів у європейські університети, створив систему адміністративного поділу, ввів відповідальність чиновників перед міністерством внутрішніх справ і використовував європейські зразки при розробці кодексів кримінального, цивільного і торгового права.
Реформи вимагали фінансової підтримки та технічної допомоги, які Зогу отримував з Італії. У 1925 році італійським компаніям були надані права на розробку родовищ корисних копалин, а Національний банк, який знаходився під італійським контролем, став випускати албанські гроші й виконувати функції казначейства. У Римі було засновано Товариство з економічного розвитку Албанії, яке фінансувало будівництво доріг, мостів та інших громадських об'єктів.
У 1926 році, після ослаблення становища Зогу в результаті потужного повстання на півночі, Італія стала чинити активний вплив на зовнішню політику Албанії. 27 листопада 1926 року в Тирані Італія і Албанія підписали Договір про дружбу і безпеку (т. зв. 1-й Тіранський пакт) терміном на 5 років. Відповідно до договору, обидві країни зобов'язалися зберігати політичний, юридичний і територіальний статус-кво Албанії і не підписувати політичні та військові угоди, що завдають шкоди інтересам іншої сторони. Через рік, 22 листопада 1927 року, був підписаний Договір про оборонний союз (т. зв. 2-й Тіранський пакт) терміном на 20 років, після чого з Італії надійшло озброєння і прибули інструктори для модернізації албанської армії, яка налічувала в той час 8 тис. солдатів.
Всупереч політичному і економічному тиску з боку італійців, в 1931 році Зогу відмовився відновити 1-й Тіранський пакт. Через рік Зогу відхилив пропозицію про встановлення митного союзу з Італією і вислав багатьох італійських військових радників, а в 1933 році закрив італійські школи. Маневри італійських військових кораблів біля Дурреса в червні 1934 року не допомогли отримати нові концесії в Албанії.
19 березня 1936 року було підписано ще одну угоду між Італією та Албанією, що передбачала встановлення більш тісних фінансових і торгових відносин. Взамін на списання заборгованостей по раніше виданим кредитам і надання нової позики (в 9 млн албанських франків) і кредиту (в 3,5 млн албанських франків), Албанія зобов'язалася повернути італійських військових радників і цивільних інструкторів в державний апарат і армію. Італії надавалися нові нафтові й гірничорудні концесії, право на розвідку корисних копалин і спорудження ряду військових укріплень. Знімалися всі обмеження на ввезені в країну італійські товари.
Курс на стабільний розвиток, проголошений Зогу в 1925 році, був перерваний в квітні 1939 року, після окупації Албанії Італією. Цьому передував, фактично ультиматум з вимогою встановлення італійського протекторату над Албанією. Після окупації країни Зогу втік до Греції, потім переїхав до Лондона , а прем'єр-міністром окупаційного уряду був призначений його давній ворог Шефкет Верладжі.
На життя Ахмета Зогу було скоєне понад 50 замахів.
Останні роки жив у Парижі на кошти дружини Жеральдіни, яка писала детективні романи і мемуари. У 2012 році останки короля були урочисто перепоховані в Тирані. На церемонії перепоховання були присутні президент, прем'єр-міністр країни, представники албанського, чорногорського, російського монарших будинків. Салі Беріша відзначив роль Зогу в становленні національної державності. Головній вулиці албанської столиці було повернуто найменування «Бульвар Зогу».